# Алонсо Алварес де Пинеда
Алонсо Алварес де Пинеда (на испански: Alonso Álvarez de Pineda) е испански мореплавател, картограф, изследовател, първият европеец, който изследва крайбрежните райони на Западна Флорида, Алабама, Мисисипи, Луизиана и Тексас. Неговата карта е първият известен документ за историята на Тексас и първата карта на района на Мексиканския залив в САЩ.

## Ранни години (1494 – 1519)
Малко се знае за ранния живот на Пинеда. Роден е през 1494 в Алдеасентенера, провинция Касерес, Естремадура.
Когато вестта за откритията извършени от Хуан Диас де Грихалва и Антон Аламинос през 1518 достигат до Ямайка, местният губернатор Франсиско Гарай изпраща в Испания искане за разрешение за изследване и колонизиране на районите на север от откритите от Грихалва страни. След като получава патента, Гарай организира експедиция с три кораба за откриване и завоюване на северните примолски области. За ръководител на експедицията е назначен Алонсо Алварес де Пинеда и екипаж от 270 души.

## Експедиция в Северна Америка (1519 – 1520)
През 1519 Пинеда отплава от Ямайка, пресича в северозападно направление Мексиканския залив, достига до брега на континента, а след това продължава на изток дотогава докато брегът започва да завива на юг. Следвайки в тази посока, той достига до южния край на Флорида, вече известен на испанците след експедициите на Хуан Понсе де Леон и Франсиско Кордова. От там Пинеда се връща обратно, като открива цялото северно крайбрежие на Мексиканския залив на протежение повече от 2500 км от п-ов Флорида до устието на река Пануко (22°16′ с. ш. 97°47′ з. д. / 22.266667° с. ш. 97.783333° з. д.). Не знаейки за това, че Ернан Кортес е пристъпил към завоюването на Мексико или не съобразявайки се с това, през август 1519 Пинеда дебаркира на брега на Пануко, основава селища и изпраща един кораб на юг на разузнаване. След три дни от този кораб на брега слизат четирима души, другите са пленени от хората на Кортес, който по това време счита себе си за единствен стопанин на новооткритите земи. След като корабът се завръща в устието на Пануко и докладва за произшествието, Пинеда се уплашва, изоставя току-що основаното селище, вдига платна и отплава на север покрай брега, а след това на изток. По пътя открива устието на голяма река, която нарича Еспирито Санто (Свети Дух), която може би е Мисисипи или вливащата се по на изток река Алабама.
Сведенията за по-нататъшната съдба на Пинеда са противоречиви. По една от версиите, Пинеда, заедно с много от хората си е пленен от северноамериканските индианци и два от корабите му са изгорени. Третия кораб успява да се спаси, отново се връща на запад и екипажа попада в плена на Ернан Кортес. Според другата версия, Пинеда провежда на бреговете на река Еспирито Санто няколкоседмична търговия с индианците, след което се връща в Ямайка и съобщава, че е видял много селища и индианци, носещи златни накити. Достоверно е само това, че след неговата експедиция през 1520, губернаторът на Ямайка изпраща в Испания т.нар. карта на Гарай, на която са нанесени полуостровите Флорида и Юкатан, свързани един с друг с брегова линия, отговаряща на истинското сегашно положение.